# Eustroma reticulatum
Eustroma reticulatum là một loài bướm đêm thuộc họ Geometridae. Nó được tìm thấy ở châu Âu, miền tây và miền trung Xibia, miền bắc Mông Cổ, vùng Amur, Khabarovsk, Primorsk, Sakhalin, Kurils, Trung Quốc, bán đảo Triều Tiên và Nhật Bản. Nó là một trong những loài hiếm nhất ở Đại Anh.
Sải cánh dài 20–25 mm. Con trưởng thành bay từ tháng 7 đến tháng 8.
Ấu trùng ăn tán lá Impatiens noli-tangere.

## Phụ loài
- Eustroma reticulatum reticulatum (Siberia)
- Eustroma reticulatum chosensicola (Amur, Sakhalin, Kurils)
- Eustroma reticulatum dictyotum
- Eustroma reticulatum obsoletum (Kamchatka)

## Hình ảnh

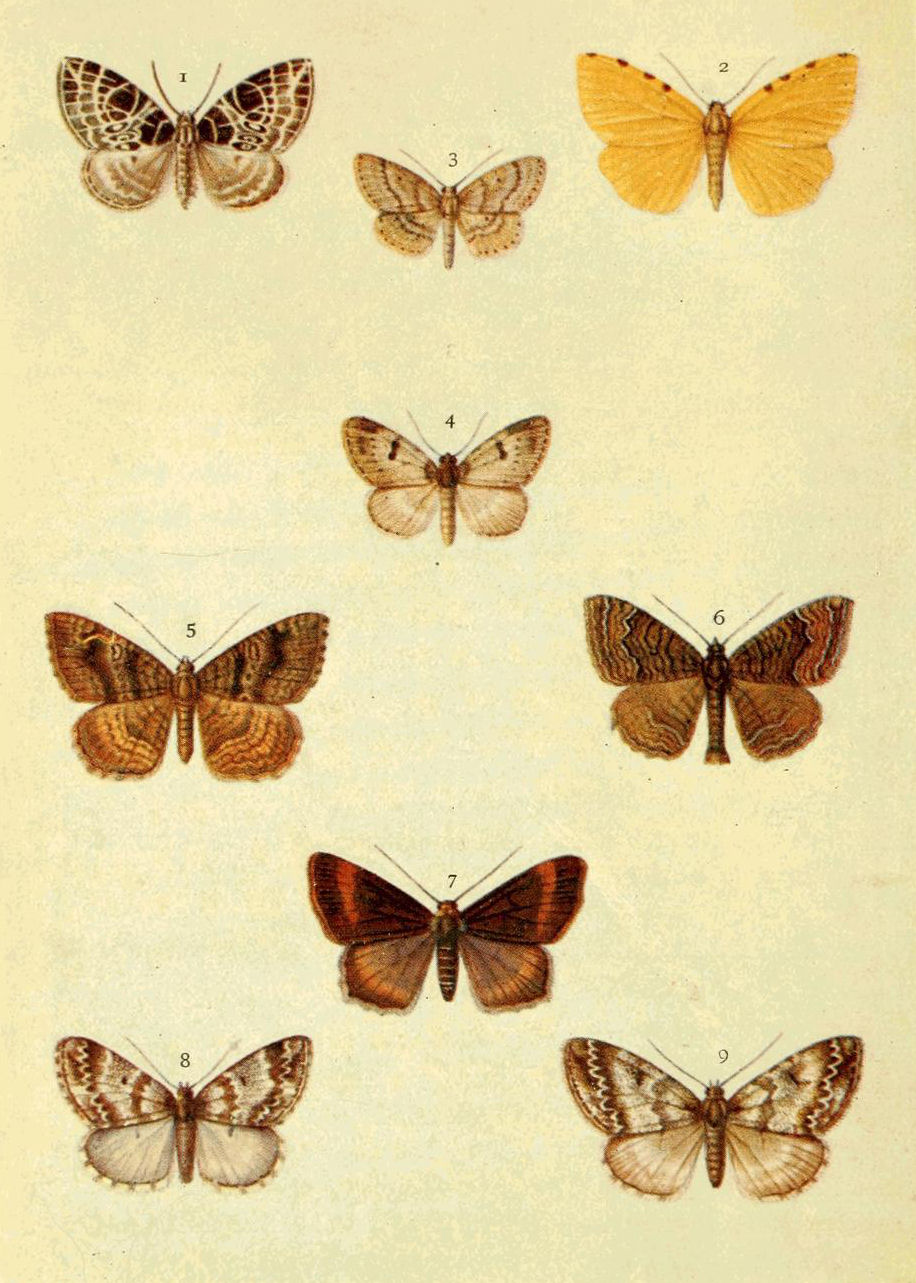
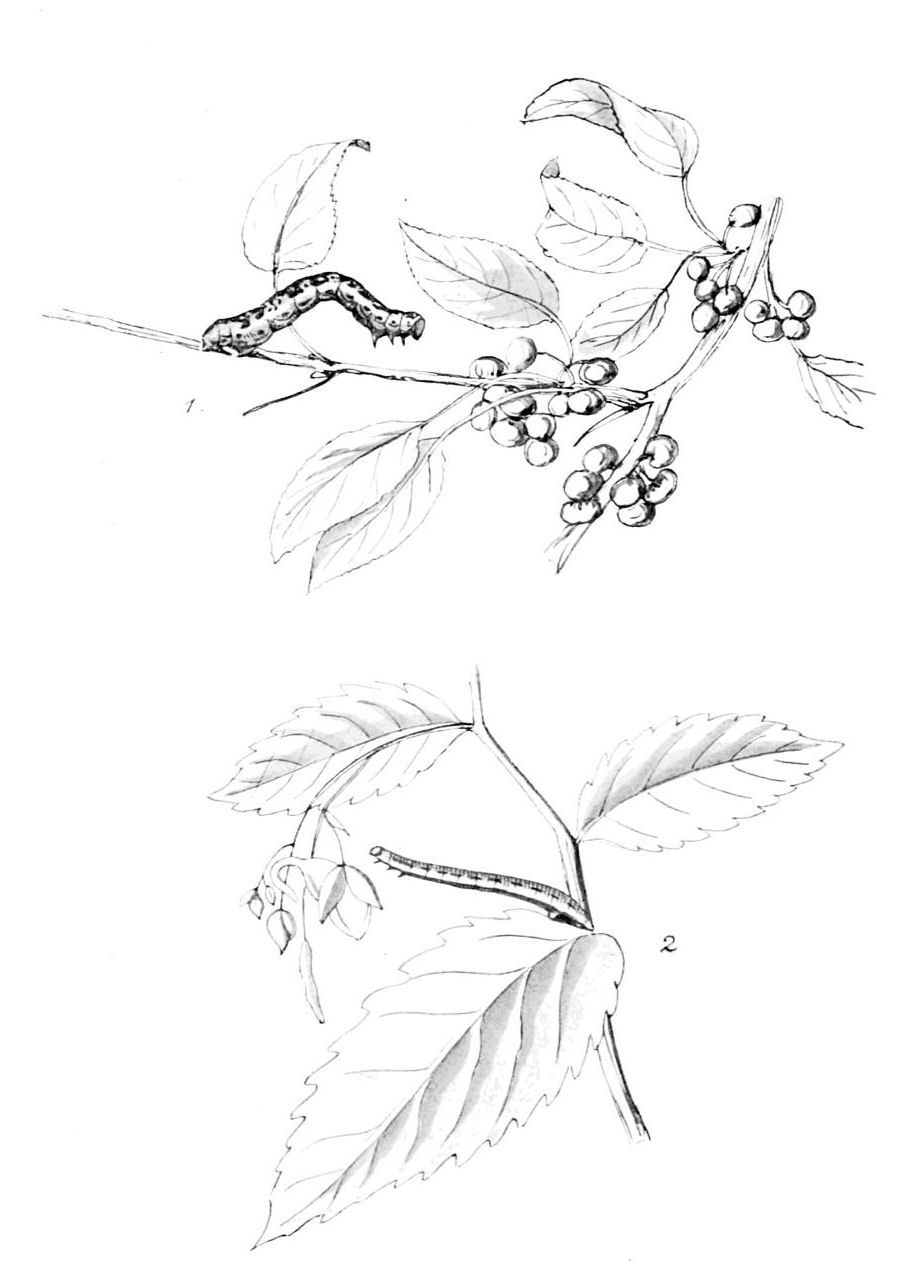